# Potaje de farro

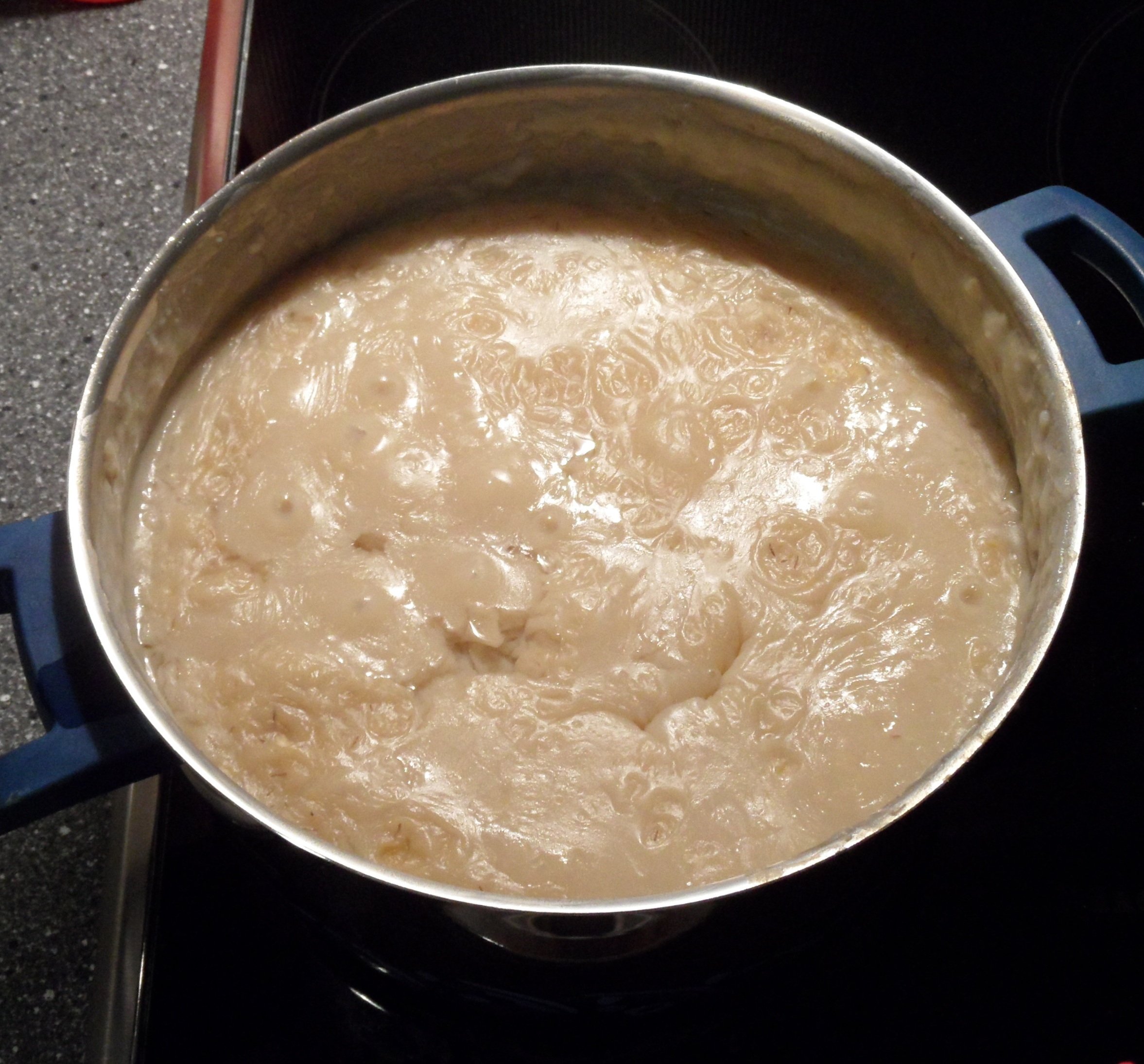
Un potaje de cebada

El potaje de farro es una preparación culinaria de la Edad Media y renacimiento en España. Fue muy popular en el al-Ándalus, por elaborarse con semolina del cereal farro siendo su aspecto final el de una papilla. Este plato lo menciona el cocinero Robert de Nola en su libro de cocina: "Llibre del Coch" donde describe por primera vez una receta. Se trata de un potaje de cereal, elaborado en un caldo hasta que aparece como unas gachas. El cocinero del siglo XVIII Juan de Altamiras mencionaba que era comida de enfermos, o de estudiantes.

## Características
Se trata de un cocido que emplea farro como ingrediente principal. Sobre lo que se denomina farro hay varias opiniones entre los expertos en la historia culinaria. Se menciona que puede ser trigo sarraceno (Fagopyrum esculentum), aunque también cebada (hordeum vulgare). Se emplea en la cocción caldo de gallina. Durante la cocción se le añade leche de almendras y una pequeña cantidad de azúcar (agraz). 